# Доллар Островов Кука
До́ллар Острово́в Ку́ка (англ. Cook Islands dollar) — местная неконвертируемая валюта, имеющая хождение на Островах Кука наравне с новозеландским долларом.

## История
До 1967 года на островах использовался новозеландский фунт, затем его заменил новозеландский доллар. В 1972 году особо для Островов Кука были выпущены монеты, а в 1987 году — ассигнации.
Тем не менее экономические трудности в стране в 1990-х годах (в том числе дефицит бюджета) привели к потере доверия к доллару Островов Кука в 1994 году, поэтому уже в 1995 году выпуск местных денег был прекращён. В настоящее время в обращении с датой 2015 года находятся только новые монеты достоинством в 10, 20, 50 центов 1, 2, 5 долларов и банкноты в 3, 10, 20 и 50 долларов, которые принимаются только на территории Островов Кука.
По номиналу доллар Островов Кука приравнивается к новозеландскому.

## Монеты
В 1972 году введены бронзовые монеты номиналом 1 и 2 цента, из медно-никелевого сплава 5, 10, 20, 50 центов и 1 доллар. Все они имели такой же размер и состав, что и соответствующие новозеландские монеты. В 1983 году производство 1- и 2-центовых монет прекратилось. В 1987 году были выпущены монеты 1 доллар зубчатой формы, 2 доллара треугольной и 5 долларов двенадцатиугольной формы; 1 и 2 доллара из медно-никелевого сплава и 5 долларов из бронзово-алюминиевого сплава.
В 2006 году из обращения были выведены монеты достоинством 5, 10, 20 и 50 центов. В обращении монеты новой серии 2015 года номиналом в 10, 20, 50 центов и 1, 2 и 5 долларов.
- 5 центов 2000 года (ФАО), аверс
- 5 центов 2000 года (ФАО), реверс
- 100 долларов 2009 года, аверс
- 100 долларов 2009 года, реверс
- 50 долларов 1992 года

## Банкноты
В 1987 году правительством были выпущены банкноты номиналом 3, 10 и 20 долларов. В 1992 году была выпущена новая серия банкнот, в том числе введена купюра в 50 долларов.
| Серия 1992 года                                 | Серия 1992 года   | Серия 1992 года    | Серия 1992 года | Серия 1992 года | Серия 1992 года                                              | Серия 1992 года |
| Изображение                                     | Изображение       | Номинал (долларов) | Размеры         | Основные цвета  | Описание                                                     | Описание |
| Лицевая сторона                                 | Оборотная сторона | Номинал (долларов) | Размеры         | Основные цвета  | Лицевая сторона                                              | Оборотная сторона |
| ----------------------------------------------- | ----------------- | ------------------ | --------------- | --------------- | ------------------------------------------------------------ | --- |
|                                                 |                   | 3                  | 150×75          | розовый         | жители, идущие из церкви, цветки, ракушки и силуэт кораблика | жители, исполняющие традиционный танец, надпись «Cook Islands Aitutaki», три барабанщика, большая ракушка, изображение острова Аитутаки и Мануаэ, три морские рыбы, синий лори-отшельник, сидящий на ветке банана, силуэт кораблика                                                                |
|                                                 |                   | 10                 | 150×75          | зелёный         | жители, идущие из церкви, цветки, ракушки и силуэт кораблика | суд, ящерица, надпись «Cook Islands Rarоtonga» на фоне острова Раротонга, цветок, справа — цветок, раротонгский пёстрый голубь, силуэт кораблика |
|                                                 |                   | 20                 | 150×75          | оранжевый       | жители, идущие из церкви, цветки, ракушки и силуэт кораблика | два островитянина у каноэ с аутригером, пальмовый вор, надпись «Cook Islands Ngaputoru & Mangaia» на фоне плетёной циновки, цветок, рыболовецкий крючок на фоне карты с изображением островов Атиу, Мауке, Митиаро, Такутеа, Мангаиа, два цветка, птица Todiramphus ruficollaris, силуэт кораблика |
|                                                 |                   | 50                 | 150×75          | синий           | жители, идущие из церкви, цветки, ракушки и силуэт кораблика | две островитянки, плетущие шляпы, ожерелье из чёрного жемчуга, надпись «Cook Islands Northern Group» на фоне плетёной циновки, цветок, каноэ с островитянами, две рыбы, карта с изображением островов Северной группы, цветок, птица, силуэт кораблика                                             |
| Масштаб изображений — 1,0 пикселя на миллиметр. |                   |                    |                 |                 |                                                              | |